# John Shepherd-Barron

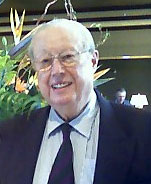
John Shepherd-Barron

John Shepherd-Barron (* 23. Juni 1925 in Shillong, Meghalaya, Assam; † 15. Mai 2010 in Inverness) war ein schottischer Erfinder. In den 1960er Jahren entwickelte er den Bankautomaten.

## Leben
Shepherd-Barron war der Sohn von Wilfred Shepherd-Barron (1888–1979), der in Indien und Pakistan zunächst als Armeeoffizier wichtige Positionen als Ingenieur hatte (Chefingenieur der Chittagong Port Commissioners) und später Vorstand des Londoner Hafens (Port of London Authority) und des Institute of Civil Engineers wurde. Seine Mutter war die Wimbledon-Siegerin Dorothy Shepherd-Barron. Er studierte Geschichte und Wirtschaftswissenschaften an der University of Edinburgh und am Trinity College der Universität Cambridge. Im Zweiten Weltkrieg war er Fallschirmjäger in Indien, Burma und im Nahen Osten. 1950 ging er als Trainee ins Management zu De La Rue, die unter anderem Banknoten und Aktien druckten. 1957 bis 1959 baute er als Regionaldirektor das US-Geschäft auf. 1963 wurde er Leiter von De La Rues Neugründung „Security Express“ (Geldtransporte für Banken in Großbritannien).
1965 entwickelte er bei De La Rue Instruments die ersten Bankautomaten (ATM, Automated Teller Machine), deren erste am 27. Juni 1967 für Barclays Bank in Enfield im Norden Londons in Betrieb ging. Shepherd-Barron hatte die Idee in der Badewanne, nachdem er eines Samstags zu spät zur Bank kam und für das Wochenende nichts mehr abheben konnte. Sein Vorbild waren Selbstbedienungsautomaten für Schokolade. Er schlug 1965 in einem Gespräch dem Geschäftsführer der Barclays Bank die Einführung eines solchen Automaten vor. Damals wurde zur Identifikation keine Magnetkarte benutzt, sondern ein Scheck, dessen Identifikationsnummer mit radioaktivem C 14 imprägniert war und der dann vom Automaten einbehalten wurde. Ausgezahlt wurden maximal 10 Pfund. Ursprünglich wollte Shepherd-Barron sechsstellige Identifikationsnummern verwenden, da das seiner Frau zu viel war (sie sagte ihm, sie könne nur vierstellige Zahlen im Gedächtnis behalten), verwendete er vierstellige. Die PIN-Tastatur selbst wurde von dem Schotten James Goodfellow (* 1937) erfunden (und 1966 patentiert), der um 1965 gleichzeitig mit Shepherd-Barron einen Geldautomaten erfand, der allerdings später aufgestellt wurde.
Später war er Vorstandsvorsitzender von Ross and Cromarty Enterprise. 1985 ging er in den Ruhestand.
Weitere Erfindungen von Shepherd-Barron waren weniger erfolgreich. Zum Beispiel erfand er ein Gerät, das den Ruf von Schwertwalen imitierte, um Lachsfarmen im Meer zu schützen. Im Ruhestand führte er eine Schneckenzucht.
Er war seit 1953 mit Caroline Murray verheiratet (Tochter eines Vorstandsvorsitzenden der Bank of Scotland) und hatte drei Söhne, darunter den Mathematiker Nicholas Shepherd-Barron.
2004 wurde er OBE. Er erhielt den Lifetime Achievement Award der ATM Industry Association.